# Sancho de Salaya
Sancho de Salaya, también como Celaya y Selaya, (Salamanca, c. 1469 – ¿Salamanca?, ¿1542?) fue un matemático, astrónomo y médico español.

## Vida
Fue hijo de Juan de Salaya, catedrático de Astrología de la Universidad de Salamanca de 1459 a 1464, para pasar a ocupar la cátedra de Lógica posteriormente. Ingreso en 1500 en el Colegio de Santa Cruz de Valladolid.
En 1504 Sancho de Salaya fue nombrado catedrático de Astronomía y Astrología de la Universidad de Salamanca, cargo que mantuvo hasta 1542. Su magisterio coincidió con el reinado de Carlos V, que tenía costumbre de solicitar el servicio de los profesores de la Universidad salmantina para los asuntos de Estado. En consecuencia, Salaya gozó casi continuamente de licencia para ser sustituido en sus obligaciones como docente. Ocupó la cátedra hasta 1542, año en el que se supone su fallecimiento.
En 1506 fue nombrado médico de la Inquisición. A partir de 1527 se le concedió un permiso de tres años por solicitud de la emperatriz Isabel de Portugal para instalarse en la Corte como médico del Consejo de la Inquisición. En 1530, siendo además médico de la emperatriz, se le renueva el permiso y de nuevo en 1538, circunstancia que continuó hasta su fallecimiento en 1542.
En 1524 formó parte de la Junta de Expertos reunidos en Badajoz y Yelbes para decidir a quien pertenecían las islas Molucas. La conferencia, que debía llegar a una solución de la disputa entre España y Portugal, no tuvo éxito. En las discusiones coincidió con Tomás Durán, catedrático de Matemáticas de la Universidad de Valencia, por parte española, y con Pedro Margalho, posteriormente catedrático de Filosofía moral de la Universidad de Salamanca, por parte portuguesa. Además participaron Hernando Colón, Simón Alcazaba, Pedro Ruiz Villegas, Juan Sebastián Elcano, Pedro Manuel, Hernando Barrientos y Cristóbal Vázquez de Acuña.

## Obra
La principal contribución de Salaya fue una reedición del Repertorio de tiempos de Bernardo Granollachs y Andrés de Li, a la que añadió veintidós años al lunario y una «tabla se Salomón para poder conocer las conjunciones y llenos de Luna hasta el fin del Mundo». En el libro se recogen las posiciones de la Luna y otros cuerpos astronómicos, además de tablas astronómicas con las ciudades más importantes, la composición del reloj de sol y «la resolución de problemas geométricos para medir alturas y distancias a lugares inaccesibles».
El libro tuvo numerosas ediciones, siendo las primeras:
- Repertorio de tiẽpos nueuamente corregido por el doctor Sancho de Salaya, catedratico de Astrología en la Universidad de Salamanca (Zaragoza, 1536)
- Repertorio de tiẽpos nueuamente corregido por el doctor Sancho de Salaya, catedratico de Astrología en la Universidad de Salamanca: el qual tambien añadió en el lunario XXII años sobre lo que andaua impresso hasta ahora (Granada, 1542)
- Repertorio de Tiempos nuevamente corregido por el Dr. Sancho Salaya, cathedrático de Astrología en la universidad de Salamanca, el cual tambien añadió en el lunario 22 años sobre lo que andaba impreso, y más ahora nuevamente en esta postrera impresion se ha añadido una tabla de Salomon para por ella poder conocer las conjunciones y llenos de luna hasta el fin del mundo (Zaragoza, 1546)